# Поддубенские частушки
«Поддубенские частушки» — советский комедийный художественный фильм-спектакль 1957 года, снятый режиссёром Гербертом Раппопортом,  на киностудии «Ленфильм».
Экранизация рассказа Сергея Антонова «Поддубенские частушки. Из записок землеустроителя». Премьера фильма состоялась 6 июля 1957 года. Один из лидеров кинопроката СССР, фильм посмотрело 20 900 000 зрителей.

## Сюжет
В основе фильма — одноимённый спектакль драматической студии Ленинградского Дворца культуры имени Кирова о молодёжи деревни Поддубки одного из подмосковных колхозов.
Музыкальная комедия про молодых колхозников, сочиняющих частушки на злобу дня. Отстающий колхоз, который надо поднимать, «озабоченные» отсутствием кавалеров — женихов доярки, отсутствие культуры в деревне… В колхоз приезжает землеустроитель, мечтающий клуб-развалюху превратить во Дворец, вырастить таланты. В деревне Поддубок живёт и трудится весёлая жизнерадостная молодёжь. Славится она повсюду своими частушками: озорные и лирические, задумчивые и грустные, задорные и острые звучат они повсюду с раннего утра до поздней ночи. Кто же их сочиняет?… Этот вопрос волнует приезжего землеустроителя Андрея Петровича — собирателя частушек, беспокоит тракториста Гришу, безнадёжно влюблённого в самую юную исполнительницу частушек Наташу Голубеву. Не дают покоя «критические» частушки и председателю колхоза Боровому, который без ведома колхозников приказал сломать новую птицеферму, оказавшуюся после объединения двух колхозов посреди поля…

## В ролях
- Л. Степанов — Семён, демобилизованный строитель
- Елена Рокотова — Люба, птичница
- Светлана Карпинская — Наташа, птичница подмосковного колхоза
- Михаил Мудров — Василий Степанович Боровой, председатель колхоза
- А. Мазурина — жена председателя колхоза Борового
- Р. Суворова — Настасья Васильевна, дочь председателя колхоза, инструктор райкома
- Евгений Баскаков — Андрей Петрович, землемер
- Евгения Орлова — бабка Марья Евсеевна
- Вячеслав Тимофеев — Гриша, механизатор
- Е. Виниченко — Феня, птичница
- Галина Мочалова — Валя, птичница
- Сергей Коковкин — Егор, механизатор и гармонист
- Ю. Пугачёвская — чешская учительница

## Съёмочная группа
- Автор сценария — Сергей Антонов
- Режиссёр — Герберт Рапопорт
- Операторы: Моисей Магид, Лев Сокольский
- Художник — Виктор Волин
- Композитор — Николай Агафонников